# Сражение у острова Понца (1552)

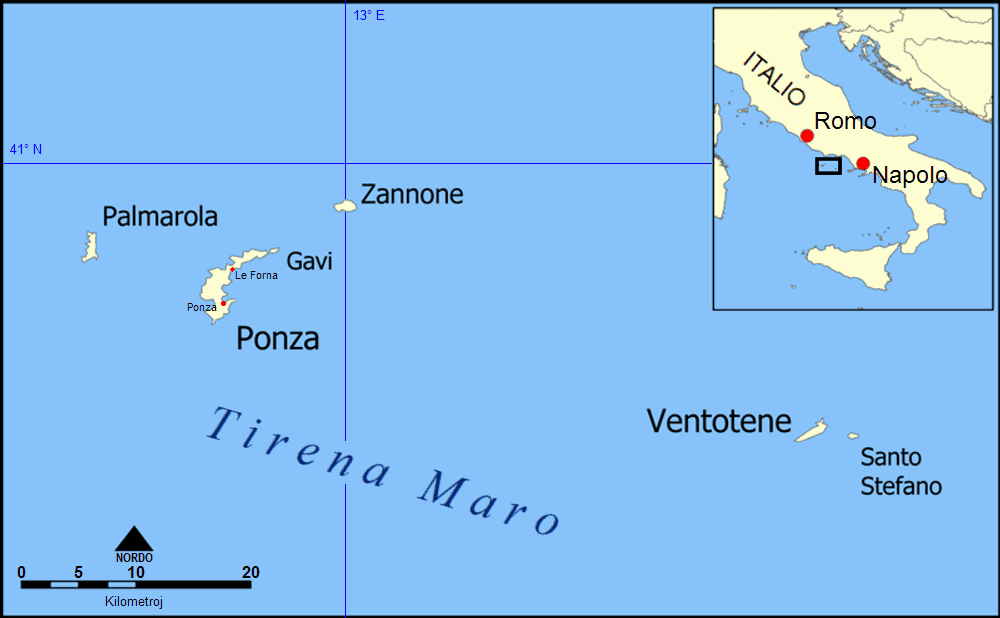
Остров Понца

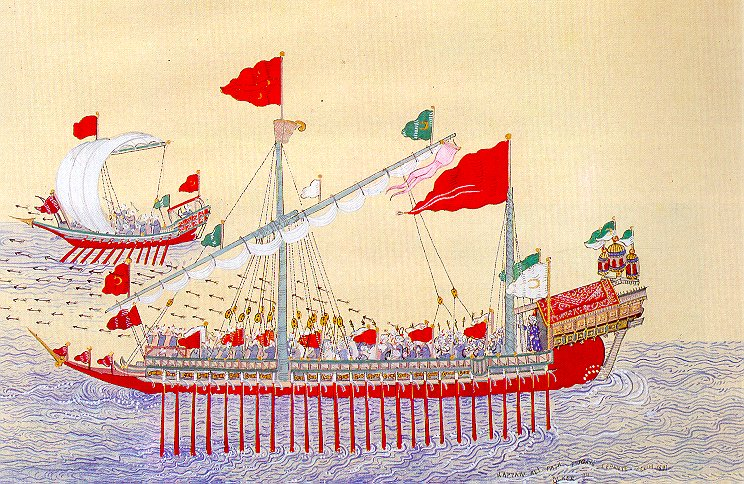
Османская галера

Сражение у острова Понца (ит. Battaglia di Ponza (1552)) — морское сражение между османским и генуэзским флотами, произошедшее 5 августа 1552 года в Тирренском море у острова Понца. Победа облегчила османскому флоту в течение следующих трех лет набеги на побережья Сицилии, Сардинии и южной Италии.
В 1551 году французский король Генрих II вступил в конфликт с императором Священной Римской империи Карлом V и началась очередная Итальянская война. Союзник Генриха Сулейман Великолепный отправил в западное Средиземноморье 100 галер. Флот сопровождали три французские галеры под командованием французского посла Габриэля де Люца д'Арамона. Объединённый флот стал совершать набеги на побережье южной Италии.
Андреа Дориа получил немедленно приказ перевезти три тысячи солдат на юг полуострова. Он взял их на борт своих 40 галер в Специи и должен был переправить в Гаэту. По пути он остановился, чтобы набрать воды в устье Тибра. Там он узнал, что Драгут, командующий авангардом турецких кораблей, находится у Прочиды. Дориа понял, что ему хотят помешать добраться до Неаполя. Чтобы обмануть противника, он решил выйти в открытое море и не приближаться к горе Чирчелло. 
Драгут, спрятавшись за мысом, предупредил Рустам-пашу о готовности к нападению. Андреа Дориа был на капитанском мостике и наблюдал за горизонтом, пока усталость не заставила его спуститься в каюту. Он рекомендовал своим капитанам плыть в открытое море. Но корабли сбились с пути и приблизились к острову Понца, где столкнулись со ста двадцатью османскими кораблями. Внезапно проснувшись, Дориа вышел на палубу и приказал галерам уходить, поскольку бой был невозможен. Генуэзцы, подняв все паруса, стали быстро удаляться. Турки воспользовались возникшим беспорядком и стали преследовать, в результате захватив семь галер.
Андре Дориа собрал остальные корабли, перебросил подкрепления в Неаполь, переправился на Сардинию, а затем вернуться в Геную.